# サン・ロレンツォ・イゾンティーノ
サン・ロレンツォ・イゾンティーノ（伊: San Lorenzo Isontino）は、イタリア共和国フリウリ＝ヴェネツィア・ジュリア州ゴリツィア県にある、人口約1,500人の基礎自治体（コムーネ）。

## 名称
標準イタリア語以外の言語では以下の名を持つ。
- フリウリ語: San Lurinç Lisuntin [5]
- フリウリ語ゴリツィア方言 (it) : San Lurinz [5]
- スロベニア語: Šlovrenc ob Soči

かつてこのコムーネはサン・ロレンツォ・ディ・モッサ（San Lorenzo di Mossa）と呼ばれていた。

## 地理

### 位置・広がり
ゴリツィア県北部に所在するコムーネである。県都ゴリツィアの西南西約8km、モンファルコーネの北約14km、ウーディネの東南約27km、州都トリエステの北西約37kmに位置する
。
自治体名に含まれる「イゾンティーノ」は、この地域一帯を潤す主要な河川であるイゾンツォ川による。コムーネはイゾンツォ川右岸にあたるが、川そのものはコムーネの領域の外を流れている。
ゴリツィアとウーディネを結ぶ国道56号線 (it:Strada statale 56 di Gorizia) がコムーネ内を東西に走っている。

#### 隣接コムーネ
隣接するコムーネは以下の通り。
- モッサ - 東
- ファッラ・ディゾンツォ - 南
- モラーロ - 西
- カプリーヴァ・デル・フリウーリ - 北西

### 地勢
フリウリ平野のほぼ東の端にあたり、コッリオ丘陵 (it:Collio (territorio)) と接する。

### 気候分類・地震分類
サン・ロレンツォ・イゾンティーノにおけるイタリアの気候分類 (it) および度日は、zona E, 2279 GGである。
また、イタリアの地震リスク階級 (it) では、zona 2 (sismicità media) に分類される。

## 歴史
この町の起源は古く、少なくとも10世紀以前にさかのぼると考えられている。
1915年、この地は第一次世界大戦の戦場となり、住民は1918年までウィーンに近いポッテンドルフ (Pottendorf) の収容所に移住した。なお、この縁でサン・ロレンツォはポッテンドルフと1988年に姉妹都市協定を結んでいる。第一次世界大戦後、この地はイタリア王国の統治下に入った。
1955年、この町は自治権を得、フリウリ＝ヴェネツィア・ジュリア州のコムーネ「サン・ロレンツォ・ディ・モッサ」となった。1968年、自治体名をサン・ロレンツォ・イゾンティーノに改めた。

## 社会

### 産業・経済
主要な産業は農業である。

### 言語
住民の間ではイタリア語に次いで、フリウリ語のゴリツィア方言が話されている。
2007年12月18日に制定された、フリウリ語の保護と振興に関するフリウリ＝ヴェネツィア・ジュリア州の州法（Legge regionale 18 dicembre 2007, n. 29 "Norme per la tutela, valorizzazione e promozione della lingua friulana"）により、フリウリ語の標準語と現地方言による地名表記の規範化がなされた。

### 人口

#### 居住地区別人口
国立統計研究所（ISTAT）は居住地区（Località abitata）別の人口として以下を掲げている。統計は2001年時点。
| 地区名                 | 標高   | 人口  | 備考                                                           |
| ---------------------- | ------ | ----- | -------------------------------------------------------------- |
| SAN LORENZO ISONTINO   | 45/112 | 1,412 |                                                                |
| SAN LORENZO ISONTINO * | 54     | 1,412 | カプリーヴァ・デル・フリウーリの Capriva del Friuli 地区に連続 |
| Case Sparse            | -      | -     |                                                                |

ISTATは統計上、家屋密度の高い集落 centro abitato、密度の低い集落 nucleo abitato 、集落を形成していない case sparse の区分を用いている。上の表で地名が大文字で示されているものが centro abitato である。「*」印が付されているのは、役場 la casa comunale の置かれている地区。

## 姉妹都市
- ポッテンドルフ（ドイツ語版）（オーストリア） - 1988年から

## 交通

### 道路
国道
- SS56   (it:Strada statale 56 di Gorizia)

このほか鉄道（イタリア国鉄会社所有）のウーディネ＝トリエステ線が通過しているが、駅はない。